# Menschenrechtspreis des Deutschen Richterbundes
Der Menschenrechtspreis des Deutschen Richterbundes wurde 1991 vom Deutschen Richterbund gestiftet. Die Auszeichnung soll jeweils einem Richter, Staatsanwalt  oder Rechtsanwalt zugesprochen werden, der sich in besonderer Weise um die Verwirklichung der Menschenrechte verdient gemacht hat.

## Preisträger
| Jahr | Preisträger                            | Beruf          | Land         |
| ---- | -------------------------------------- | -------------- | ------------ |
| 1991 | Augusto Zuniñga Paz                    | Rechtsanwalt   | Peru         |
| 1993 | Olisa Agbakoba                         | Rechtsanwalt   | Nigeria      |
| 1995 | Hüsnü Öndül                            | Rechtsanwalt   | Türkei       |
| 1997 | Abraham Antonio Polo Uscanga (posthum) | Richter        | Mexiko       |
| 1999 | Wera Stramkouskaja                     | Rechtsanwältin | Weißrussland |
| 2001 | Celvin Galindo                         | Staatsanwalt   | Guatemala    |
| 2003 | Mariama Cissé                          | Richterin      | Niger        |
| 2005 | Zheng Enchong                          | Rechtsanwalt   | China        |
| 2007 | Nasser Zarafshan                       | Rechtsanwalt   | Iran         |
| 2009 | Anwar al-Bunni                         | Rechtsanwalt   | Syrien       |
| 2012 | Iván Velásquez Gómez                   | Richter        | Kolumbien    |
| 2017 | Nguyễn Văn Đài                         | Rechtsanwalt   | Vietnam      |
| 2020 | Nasrin Sotudeh                         | Rechtsanwältin | Iran         |
| 2023 | Maria Lourdes Afiuni                   | Richterin      | Venezuela    |